# Мактуб (литературный жанр)
Мактуб — литературный жанр, произведение.
Произведение в жанре мактуб пишется как стихотворное послание или письмо. Объект послания — частное лицо, группа людей, абстрактное послание.
В мактубе посланник апеллирует к своему внутреннему миру и своим переживаниям. Автор мактуба является действующим лицом произведения.
Существуют мактубы с социально-политическим, сатирическим или назидательным («Ответ Седьмого года», «Видно, нет тебя, аллах!» М.Гафури, «Сумка», «Шинель» Д.Юлтыя, «Эй, большевик», «Кураю», «Открой глаза» Ш.Бабича и др.).
В жанре мактуб писали свои произведения башкирские писатели и поэты 19-20 веков: Акмулла, А. Каргалы, Ш. Заки, Ш.Аминева-Тамьяни, С. С. Якшигулова, Я. Г. Юмаева, Ш. Бабич, М. Гафури, Д. Юлтый.
К разновидностям мактуба относятся: послание c резким тоном, иронией («Богачу хаджиго Мухамеду», «Богачу Кибаю» А.Каргалы); мактубы-элегии («Ибраю Теляу», «Прошение султану Га-бидулле» М. Акмулла).